# آنجلو لونگونی
آنجلو لونگونی (به ایتالیایی: Angelo Longoni) بازیکن فوتبال اهل ایتالیا است که از سال ۱۹۵۶ میلادی عضو تیم ملی فوتبال ایتالیا بوده و در ۱ بازی ملی حضور داشته‌است. او در بازی‌های ملی‌اش ۲ گل به ثمر رساند.
آنجلو لونگونی آخرین بازی ملی خود را در سال ۱۹۵۶ میلادی انجام داد.